# درون دیزی کلاور
درون دِیزی کلاور (انگلیسی: Inside Daisy Clover) فیلمی در ژانر درام به کارگردانی رابرت مالیگن است که در سال ۱۹۶۵ منتشر شد و بر اساس رمانی از گاوین لمبرت ساخته شده است.
این فیلم کاندید اسکار بهترین طراحی لباس، بهترین طراحی هنری و بهترین بازیگر نقش مکمل زن شده است.

## داستان
دیزی کلاور (ناتالی وود) دختری پانزده ساله با خصوصیات پسرانه (تام‌بوی)است که رؤیای تبدیل شدن به یک ستاره هالیوود را در سر دارد. پس از شرکت در مصاحبه برای تهیه کننده‌ای به نام ریموند سوان(کریستوفر پلامر)، او تبدیل به ستاره استدیو می‌شود. پس از این اتفاق او باید با شهرت جدید خود و سختی هالیوود کنار بیاید

## بازیگران
- ناتالی وود در نقش دیزی کلاور
- کریستوفر پلامر در نقش ریموند سوان
- رابرت ردفورد در نقش وید لوئیس
- رادی مک‌داول در نقش والتر بینز
- روث گوردون در نقش لوسیل کلاور (فروشنده)
- هارولد گلد در نقش پلیس در اسکله